# ILOG
ILOG (фр. Intelligence Logicielle — интеллектуальное программное обеспечение) — французская компания, разработчик программных средств для организаций.
Основана в 1987 году, штаб-квартира располагалась в Париже. Основной продукт — система управления бизнес-правилами, также в линейке продукции компании были представлены средства визуализации данных. После приобретения компании Logic Tools в 2007 году в компания также стала поставлять решения по оптимизации цепочек поставок.
В 2008 году объявлено о поглощении корпорацией IBM, в январе 2009 года сделка завершена, и ILOG полностью интегрирована в состав корпорации.
Наиболее известные продукты:
- JRules — система управления бизнес-правилами;
- CPLEX — решение по линейной оптимизации;
- средства визуализации данных для платформ Java, C++, .NET, с использованием Ajax и Adobe Flex.

По состоянию на 2012 год большинство продуктов сохранено, отнесено к линейке WebSphere и поставляется под маркой IBM ILOG.